# Sirga (cable rotatorio)
Se denomina sirga al cable mecánico empleado para transmitir el movimiento rotatorio entre elementos mecánicos distantes. Está compuesto por un alma o cable capaz de rotar dentro de una funda fija y flexible.
En una forma más básica el cable es un alambre simple de acero flexible, dentro de la funda flexible apto para transmitir pequeños angulos de rotación o giros no muy comprometedores con su capacidad.
Un poco más potente es el cable  compuesto por numerosos hilos de acero torcidos. La rotación debe ser en el sentido de apriete de los hilos con ligeras curvaturas y poco esfuerzo.
Para incrementar capacidad resistente a la torsión, flexibilidad, resistencia a fatiga, capacidad de inversión de rotación, se fabrica el cable enrollando alambres en forma de muelles espirales, uno sobre otro, en forma de capas. Cada muelle inverso al de la capa inmediata inferior.
Estos es emplean desde hace décadas en automoción para transmitir el movimiento de las ruedas de los automóviles hasta el velocímetro.
También los encontramos en la mangueras con puntas  vibradoras para compactar el hormigón, en los dremies manuales, etc.